# Ansonia tiomanica
Ansonia tiomanica är en groddjursart som beskrevs av John Roscoe Hendrickson 1966. Ansonia tiomanica ingår i släktet Ansonia och familjen paddor. IUCN kategoriserar arten globalt som sårbar. Inga underarter finns listade i Catalogue of Life.